# Rabie Yassin
Rabie Yassin (en árabe: ربيع ياسين‎; Beni Suef, República Árabe Unida, 7 de septiembre de 1960) es un exfutbolista y entrenador de fútbol de Egipto que jugaba en la posición de lateral izquierdo.

## Carrera

### Club
Jugó toda su carrera con el Al-Ahly de 1979 a 1992 donde anotó 16 goles en 310 partidos, ganó siete campeonatos de liga, siete títulos de copa, dos títulos de la copa Africana de Clubes Campeones, tres títulos de la Recopa Africana y una Copa Afroasiática.

### Selección nacional
Jugó para Egipto en 109 ocasiones de 1982 a 1992 y anotó un gol; participó en los Juegos Olímpicos de Los Ángeles 1984, la Copa Mundial de Fútbol de 1990 y cuatro ediciones de la Copa Africana de Naciones.

## Logros

### Jugador
- Primera División de Egipto (7): 1979–80, 1980–81, 1981–82, 1984–85, 1985–86, 1986–87, 1988–89
- Copa de Egipto (7): 1980–81, 1982–83, 1983–84, 1984–85, 1988–89, 1990–91, 1991–92
- Copa Africana de Clubes Campeones (2): 1982, 1987
- Recopa Africana (3): 1984, 1985, 1986
- Copa Afro-Asiática (1): 1988
- Copa Africana de Naciones (1): 1986

### Individual
- Equipo Ideal de la Copa Africana de Naciones 1986.